# 加東市立東条学園小中学校
加東市立東条学園小中学校（かとうしりつ とうじょうがくえんしょうちゅうがっこう）は、兵庫県加東市にある義務教育学校。

## 概要
加東市初の義務教育学校である。校名は、公募によりもっとも多く選ばれ愛称でもある「東条学園」に小中学校を加えたものである。

## 沿革

### 略歴
加東市立東条学園小中学校は、加東市立東条東小学校、加東市立東条西小学校そして加東市立東条中学校が統合し、2021年4月1日に開校した。ただし、開校時点において、新校舎未完成であったため、新校舎使用開始まで前期課程は旧東条東小学校の、後期課程は旧東条中学校の校舎を使用していた。

### 年表
- 2021年（令和3年）
  - 4月1日 - 開校[5]。
  - 4月20日 - 開校記念式典・進級式と第1回入学式挙行。
  - 9月15日 - 第1回東条学園体育大会（運動会）開催。
  - 11月9日 - 第1回東条学園小中学校学園祭開催。
- 2022年（令和4年）
  - 1月10日 - 新校舎が完成し、竣工式・内覧会を開催[6]
  - 3月16日 - 第1回卒業証書授与式挙行。
  - 3月23日 - 前期課程修了証書授与式（小学校卒業式相当）挙行。
  - 3月24日 - 最初の修了式挙行。

## 教育目標

### 校訓
- 立志・協同・剛健

### 学園経営目標
- 自ら学び、こころ豊かにたくましく生き抜く学園生の育成

## 学校行事
| - 4月 入学式・始業式 - 5月 - 6月 | - 7月 終業式 - 8月 - 9月 始業式 | - 10月 - 11月 - 12月 終業式 | - 1月 始業式 - 2月 - 3月 卒業式・終業式 |

## 通学区域
- 加東市
  - 天神、掎鹿谷、黒谷、古家、常田、秋津台、西戸、少分谷、貞守、長井、長谷、黒石、永福台、横谷、森、南山、岡本、岩屋、森尾、新定、吉井、小沢、栄枝、厚利、松沢、東垂水、大畑、蔵谷、藪、依藤野、嬉野東[7]

## 通学区域が隣接している学校

### 小中一貫校
- 加東市立社学園小中学校

### 小学校
- 小野市立下東条小学校
- 三木市立豊地小学校
- 三木市立口吉川小学校
- 三木市立吉川小学校
- 三田市立つつじが丘小学校

### 中学校
- 小野市立旭丘中学校
- 三木市立三木中学校
- 三木市立吉川中学校
- 三田市立藍中学校